# Датская марка
 Датская марка  (дат. Marck Danske, позднее Mark Danske) — денежная единица, с 1529 года употреблявшаяся в Королевстве Дания.

## История
После завоевания Англии в XI веке Кнудом Великим, Дания унаследовала от англичан монетарную систему. Во время правления в Дании Эрика Померанского (1396—1439) основной денежной единицей была любекская марка, равная 16 шиллингам, которые в свою очередь разменивались на 192 пеннинга. С 1529 года во время правления Фредерика I, датскую марку начали чеканить в серебре. С 1616 года в серебро начали добавлять более дешёвые металлы и датская марка стала равноценной с любекской. Начали чеканиться монеты номиналами в ¼, ½, 1, 2, 4 датских марок. В 1625 году в Королевстве Дания была установлена следующая монетарная система:
- 12 пеннингов = 1 скиллингу;
- 16 скиллингов = 1 марке;
- 4 марок = 1 кроне[2][3];
- 6 марок = 1 ригсдалеру.

С 1739 года 6 датских марок приравнивались к 1 спесиедалеру. С 1 января 1875 года датскую марку заменила датская крона, которая состояла из 100 эре.

## Монеты
Датская марка была тесно связана с появлением кроны, которая чеканилась с 1618 по 1771 год. 4 датские марки равнялись 1 кроне. Датская весовая марка (с 1689 года — 234,54 г чистого серебра) была немного тяжелее кёльнской марки (233,85 г чистого серебра). До 1616 года марка в монете имела практически чистое содержание серебра 860/1000 пробы. В 1616 году чеканились монеты номиналами в ¼, ½, 1, 2, 4 датских марок. В 1 датской марке содержалось 14,5 г серебра. С 1643 до 1645 года монеты были более тяжёлыми и содержали 22,3 г серебра в одной марке. Однако содержание чистого серебра отвечало только 594 пробе. В период чеканки с 1659 по 1689 год общая масса сохранилась, но монета стала тоньше и масса марки составляла 15 г. С этой массой чеканились монеты номиналами в 4 датские марки.

## Банкноты
С 1713 года существовало параллельно две различные системы: курант-ригсдалеры (обесцененные, в банкнотах) и спесие-ригсдалеры (1 спесие-ригсдалер = 4⁄37 кёльнских марки из чистого серебра, то есть 9¼ спесие-ригсдалера = 1 кёльнской марке). 8 апреля 1713 года в соответствии с указом об изготовлении бумажных денег, в обращении появились банкноты номиналами в 1, 2 и 3 датские марки.